# Monty Budwig
Monty Budwig, de son vrai nom Monte Rex Budwig, né le 26 décembre 1929 à Pender dans le Nebraska et mort le 9 mars 1992 à Los Angeles en Californie, est un contrebassiste américain de jazz. C'est un représentant du jazz West Coast.

## Discographie
Avec Toshiko Akiyoshi
- Finesse (Concord, 1978)

Avec Chet Baker & Bud Shank
- Theme Music from "The James Dean Story" (World Pacific, 1956)

Avec Gary Burton
- 3 in Jazz (RCA, 1963)

Avec Frank Butler
- The Stepper (Xanadu, 1977)
- Wheelin' and Dealin' (Xanadu, 1978)

Avec Conte Candoli
- Conte Candoli Quartet (Mode, 1957)

Avec Betty Carter
- 'Round Midnight (Atco, 1963)

Avec June Christy
- Do-Re-Mi (Capitol, 1961) - avec Bob Cooper

Avec Rosemary Clooney
- Everything's Coming Up Rosie (Concord, 1977)
- Rosie Sings Bing (Concord, 1978)
- Here's to My Lady (Concord, 1978)

Avec Sonny Criss
- I'll Catch the Sun! (Prestige, 1969)

Avec Herb Ellis
- Soft & Mellow  (Concord, 1979)

Avec Bill Evans
- Bill Evans : The Washington Twist
- Empathy (Verve, 1962) - avec Shelly Manne

Avec Stan Getz
- The Dolphin (Concord Jazz, 1981)
- Spring Is Here (Concord Jazz, 1981 [1992])

Avec Vince Guaraldi
- Jazz Impressions of Black Orpheus (Fantasy, 1962)
- From All Sides (Fantasy, 1964) - avec Bola Sete
- A Charlie Brown Christmas (Fantasy, 1965)

Avec Stan Kenton
- Stan Kenton Plays for Today (Capitol, 1966)
- The World We Know (Capitol, 1967)

Avec Barney Kessel
- Kessel Plays Standards (Contemporary, 1954)
- Some Like It Hot (Contemporary, 1959)

Avec Junior Mance
- Straight Ahead! (Capitol, 1964)

Avec Shelly Manne
- Concerto for Clarinet & Combo (Contemporary, 1957)
- The Gambit (Contemporary, 1958)
- Shelly Manne & His Men Play Peter Gunn (Contemporary, 1959)
- Son of Gunn!! (Contemporary, 1959)
- At the Black Hawk 1 (Contemporary, 1959)
- At the Black Hawk 2 (Contemporary, 1959)
- At the Black Hawk 3 (Contemporary, 1959)
- At the Black Hawk 4 (Contemporary, 1959)
- At the Black Hawk 5 (Contemporary, 1959 [1991])
- My Son the Jazz Drummer! (Contemporary, 1962)
- My Fair Lady with the Un-original Cast (Capitol, 1964)
- Manne–That's Gershwin! (Capitol, 1965)
- Boss Sounds! (Atlantic, 1966)
- Jazz Gunn (Atlantic, 1967)
- Perk Up (Concord Jazz, 1967 [1976])

Avec Charles McPherson
- Free Bop! (Xanadu, 1978)

Avec Lennie Niehaus
- 1955 : Lennie Niehaus : Lennie Niehaus Vol. 3: The Octet, N° 2, Contemporary Records C-3503
- 1956 :  Lennie Niehaus : Lennie Niehaus Vol. 1: The Quintets, Contemporary Records C-3518

Avec Art Pepper
- Surf Ride (Savoy, 1952-1954 [1956])

Avec Shorty Rogers
- Portrait of Shorty (RCA Victor, 1957)

Avec Bola Sete
- The Incomparable Bola Sete (Fantasy, 1964)

Avec Bud Shank
- California Concert (Contemporary, 1985) avec Shorty Rogers

Avec Sarah Vaughan
- Sarah Vaughan with the Jimmy Rowles Quintet (Mainstram, 1974)